# Caserío Letamendi

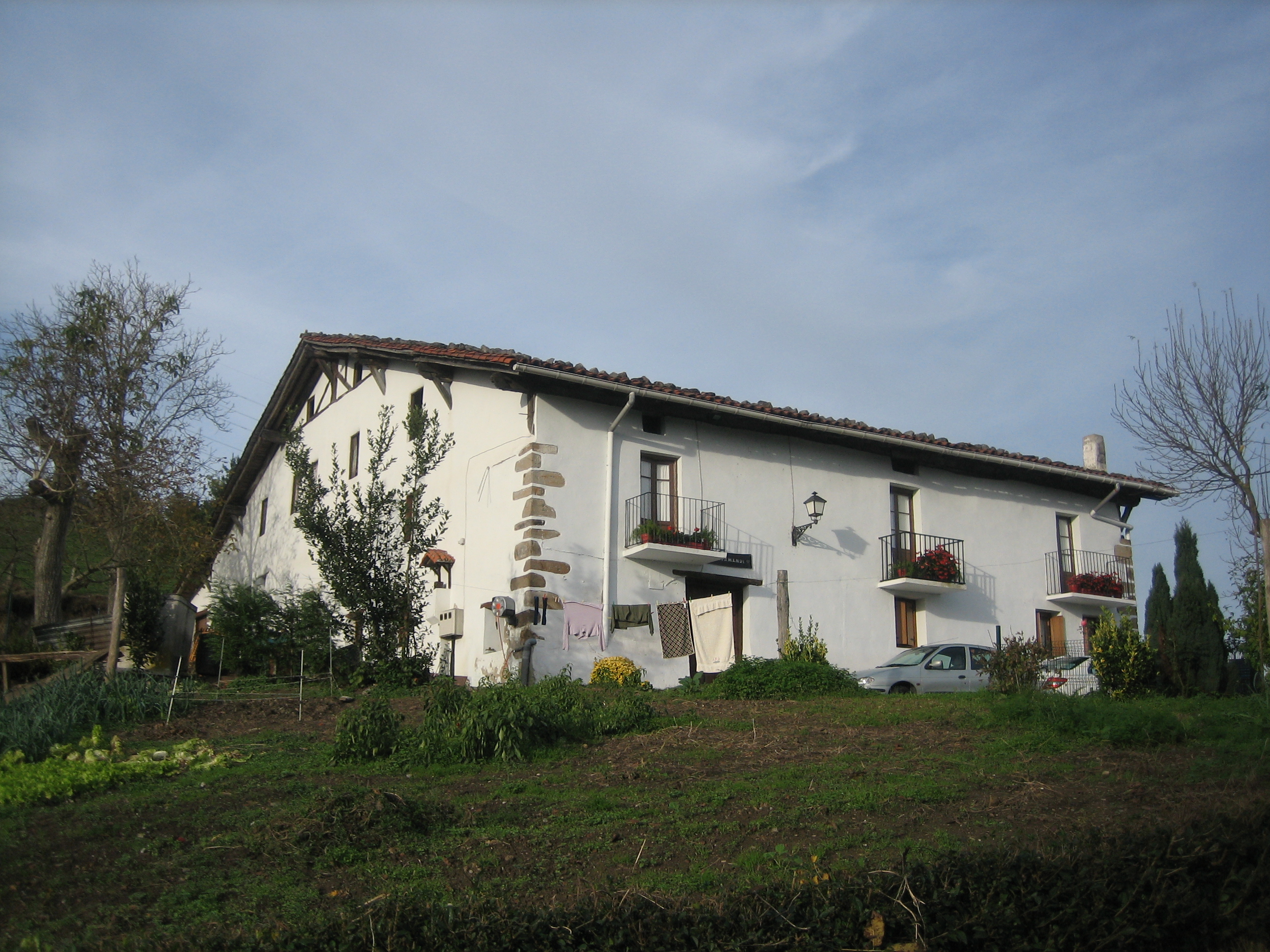
Vista general del caserío Letamendi.

El caserío Letamendi en Beasáin (Provincia de Guipúzcoa, España) está situado en una loma, sobre el casco urbano de Beasáin, en la parte baja del barrio Erauskin. 

## Descripción
Se trata de una edificación de planta rectangular, 24 m x 17,50 m que tiene dos plantas y desván, muros de mampostería con esquinales de sillar que alcanzan hasta la altura de la primera planta y cubierta a dos aguas.
La fachada principal de orientación este posee visibles dos ventanas recercadas de sillar en su planta baja y una terraza de hormigón adosada la cubre en su mitad en esta zona. En la primera planta y en el desván son visibles los entramados de madera cuyos huecos están rellenos de mampostería y presentan ventanas irregulares abiertas entre los entramados. De la terraza se accede directamente a la primera planta y desván a través de un portón. La fachada S posee la actual entrada principal del edificio. En la planta baja, una puerta dintelada de dos hojas, una partida, es de madera y posee artísticos herrajes. Además de la citada puerta, se abren algunas ventanas. En la primera y en el desván se abren cinco huecos más con marco de madera. En este lado el entramado que posee está cubierto por la mampostería. La fachada norte, muy corta debido al desnivel del terreno, no posee huecos. En este lado posee adosado un anejo cuya cubierta es prolongación del paño de la cubierta de este lado. La fachada W, de composición similar a la E, con menos huecos, poseía el antiguo zaguán de acceso al caserío.
La armadura se levanta en 28 postes enterizos; 18 de ellos se apoyan en los muros perimetrales; el resto arrancan de zapatas o poyos de piedra desde la planta baja. Sobre éstos se ensamblan las vigas de la primera planta presentando también largos tornapuntas que alcanzan el forjado de la cubierta. La techumbre se apoya sobre correas, cabrios, y enlatado. Los ensamblajes de vigas y tornapuntas están realizados en colas de golondrina. Son reseñables también en el interior los grandes paños de tablazón original que posee este edificio.

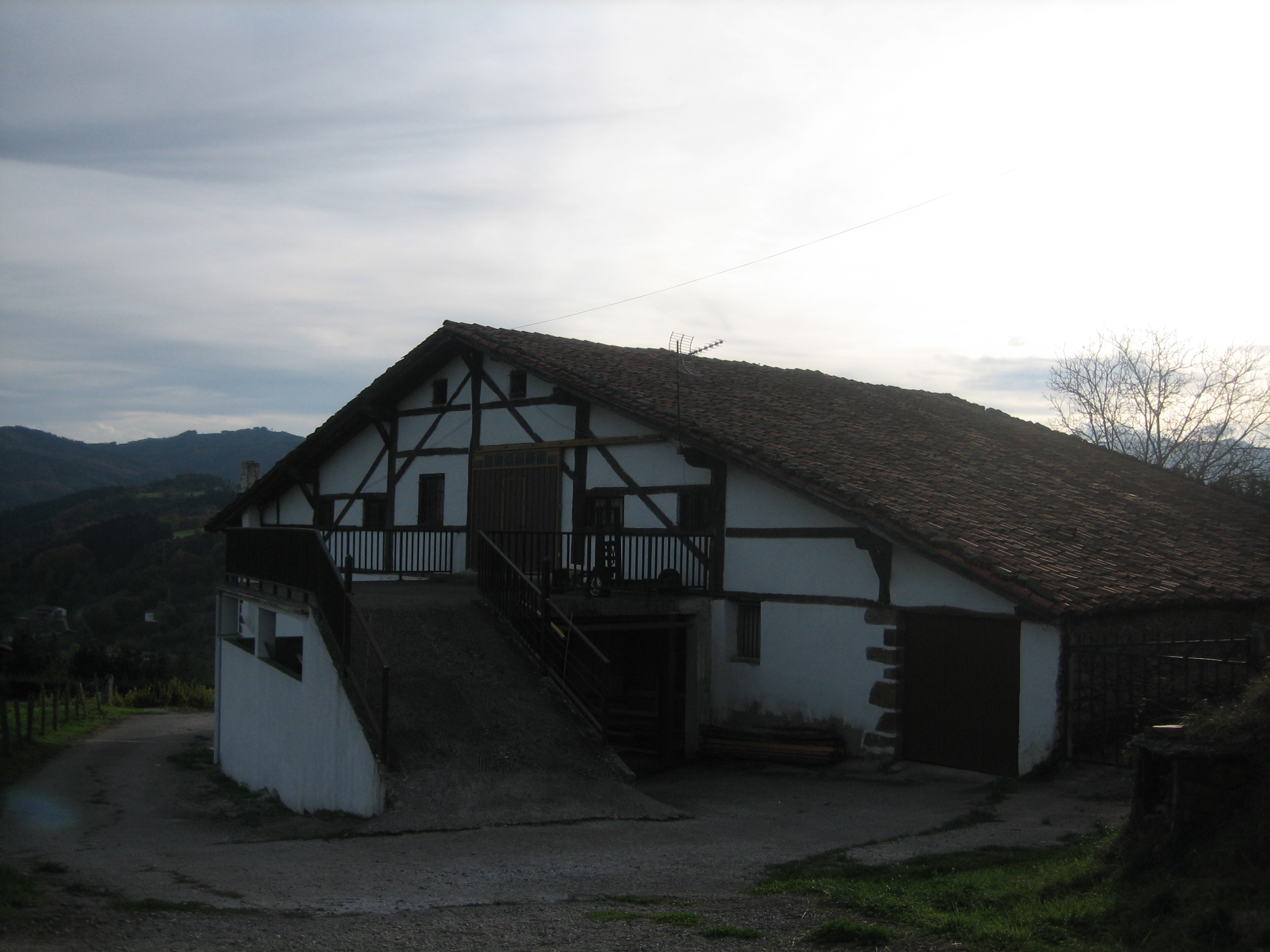
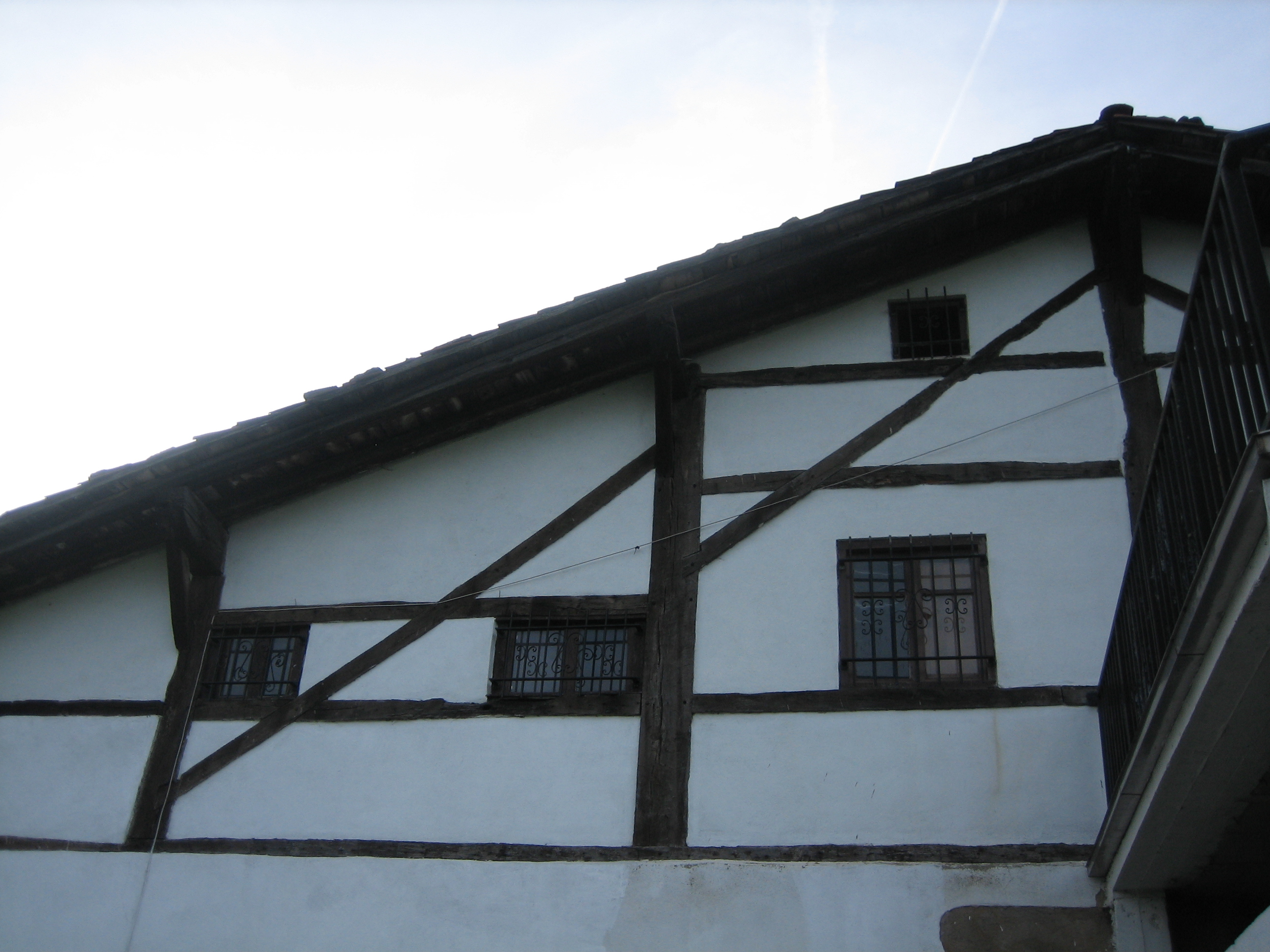
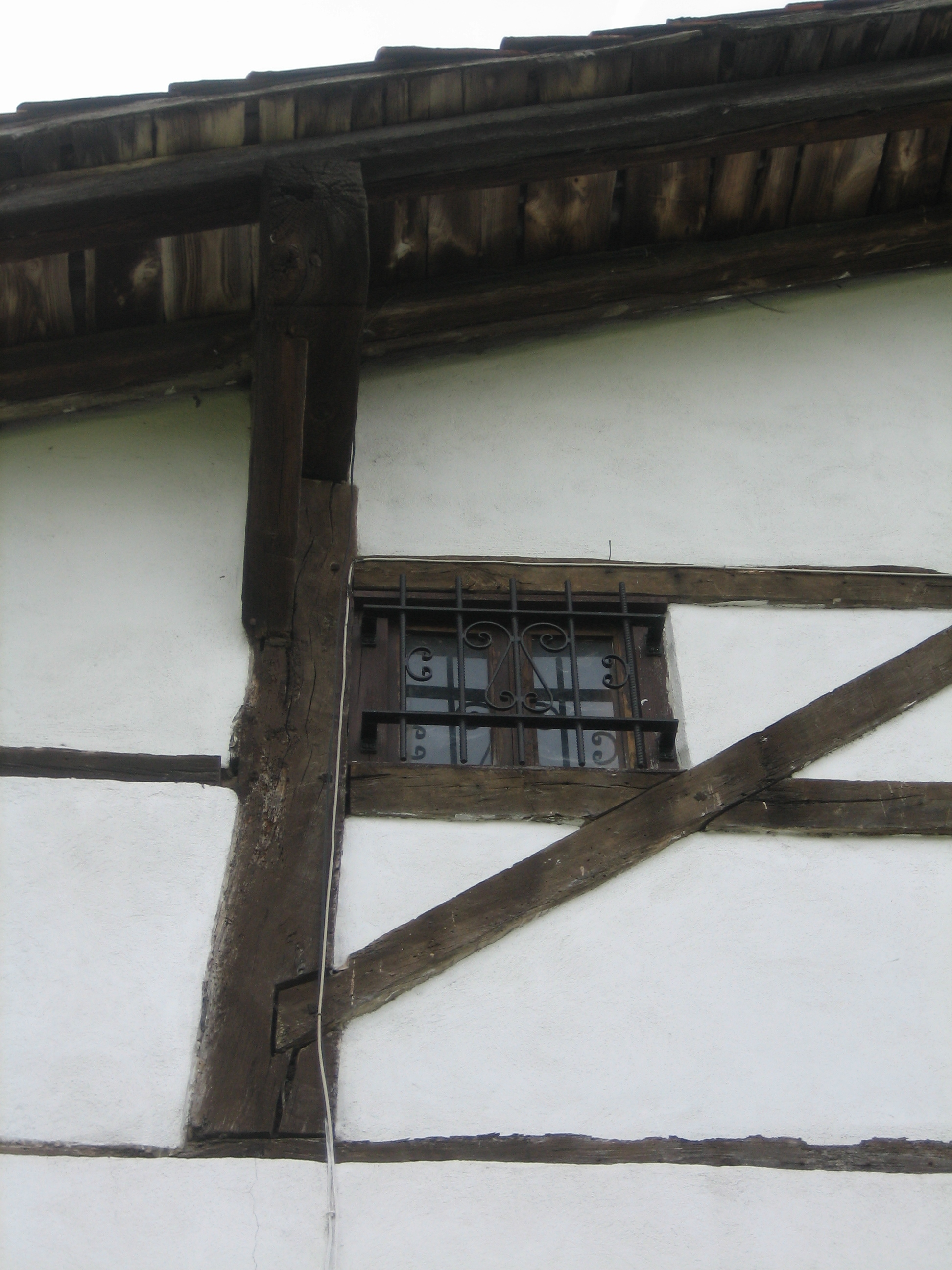
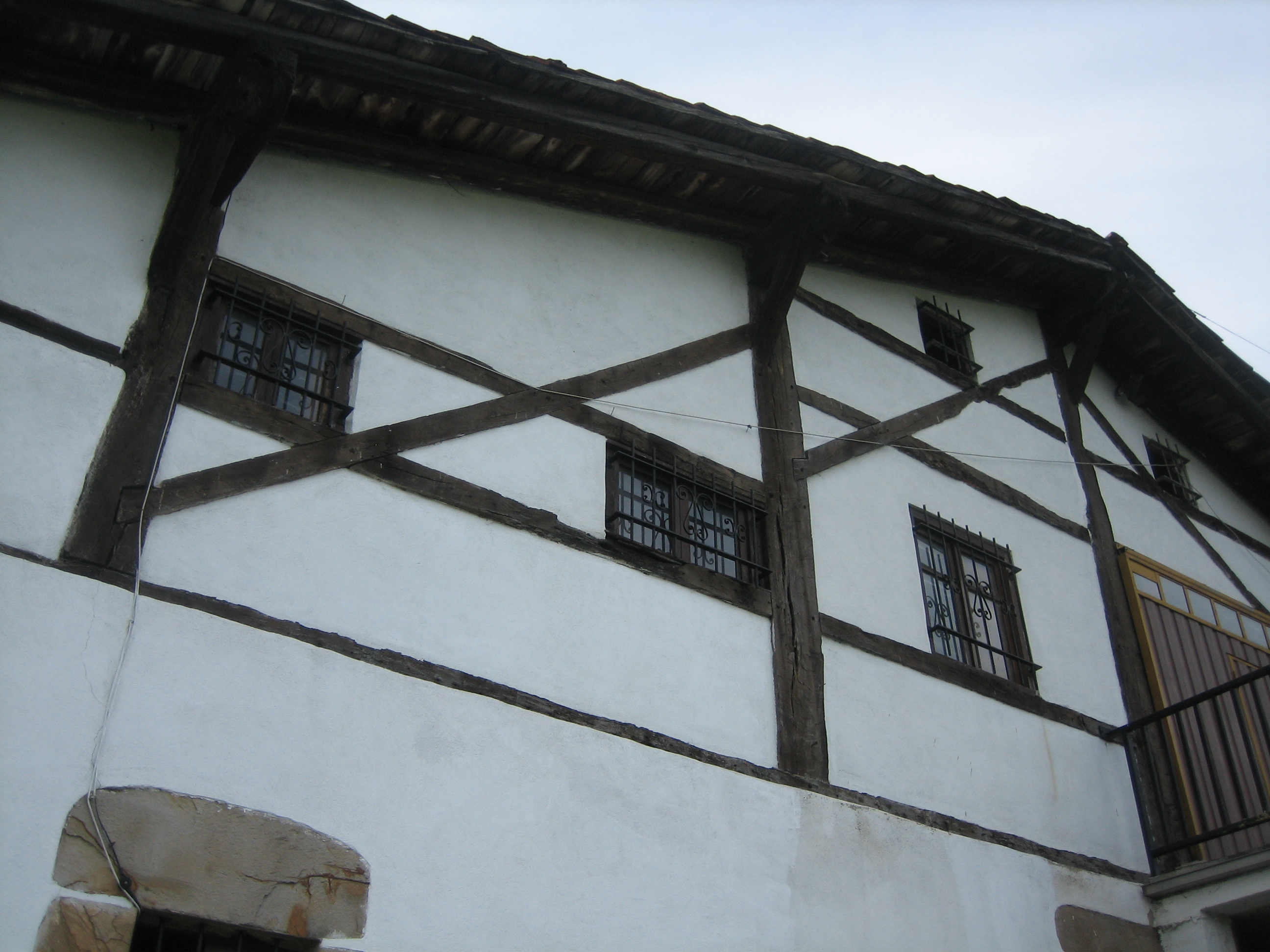